# Marathon de Montréal
Le Marathon de Montréal est le plus grand événement de course à pied au Québec (Canada). Le partenaire en titre de l'événement est Beneva, et se nomme Marathon Beneva de Montréal.  À partir de 2021, l'événement est organisé par Événements GPCQM.

## Parcours
Pour la première fois en 30 éditions, le départ du marathon sera donné à l'Espace 67 du parc Jean-Drapeau. Les coureuses et coureurs seront récompensés par une arrivée digne de leurs efforts sur l'iconque Esplanade du Parc olympique. Entre ces deux sites symboliques de la ville, on parcourra Montréal d'une rive à l'autre et à travers cinq arrondissements : Ahuntsic - Cartierville, Plateau - Mont-Royal, Rosemont – La Petite-Patrie, Ville-Marie et Villeray - Saint-Michel-Parc Extension.  
Lors de la fin de semaine du Marathon Beneva de Montréal, plusieurs départs seront donnés: 
| Vendredi 24 septembre 2021 - Journée Jeunesse active Samedi 25 septembre 2021 - 10 km - 5 km - 1 km | Dimanche 26 septembre 2021 - Le marathon - Le demi-marathon |

En 2011, le Marathon eut lieu le dimanche 25 septembre avec une participation record de 24 000 coureurs venant de 30 pays. L'événement a poursuivi sa croissance et le marathon du 22 septembre 2013 a établi un nouveau record de 32 000 participants. C'est au cours de cette 23e édition que David Savard-Gagnon est devenu le premier Québécois à remporter le Marathon de Montréal. Le coureur originaire de Baie-Saint-Paul a parcouru les 42 kilomètres en 2 h 30 min 15 s.
En 2013, les propriétaires du Marathon de Montréal, la firme américaine Competitor Group, a décidé de ne plus financer le voyage de l'élite marathonienne mondiale dominée par des Africains, ce qui explique en partie les podiums plus locaux.
En 2018, un nouveau parcours va être emprunté, délaissant le pont Jacques-Cartier et l'île Notre-Dame pour se concentrer sur l'île de Montréal.

## Histoire (2019 ...)
(septembre 2019).
L'évènement se tient en même que d'autre évènement d'envergure comme la course Lebodéfi et le Marathon de Stoneham. 
L'année 2019 est belle pour le Marathon de Montréal, beaucoup d'inscrits et une température chaude. Le 5 kilomètres s'est soldé par une victoire convaincante de plus d'une minute d'avance. Guillaume Dupire est le gagnant en un excellent temps de 15 minutes et 13 secondes. Ce temps est d'ailleurs le meilleur jamais réalisé à l'épreuve de Montréal. George Goad et Stephen Gendron suivent pour compléter le podium. Chez les femmes, Jen Moroz signe une belle victoire en 18 minutes et 12 secondes. Pour compléter le podium, Lea Pelletier et Sophie Sun arrivent 2 et 3. Sur le 10 kilomètres, Duncan Marsden et Véronique Giroux s'imposent avec des temps respectables. Le 5 km a accueilli quelque 2200 participants et le 10km près de 3500 participants, le demi-marathon de Montréal compte 10'000 participants et le marathon 3500. Le départ du marathon et demi-marathon se sont effectués avec près de 50 minutes de retard. Philippe Viau-Dupuis gagne l'épreuve du demi-marathon en 1 h 10 minutes 19 secondes et Arianne Raby en 1 h 19 minutes; elle l'emporte sur des compétitrices féroces comme l'Américaine, Sara Crouch, qui a déjà réalisé 1 h 13 au demi et 2 h 32 au marathon. Boniface Kongin remporte le marathon en 2 h 15, Mohamed Aagab le suit en 2 h 19 et l'Éthiopien Tarekegn Bekele en 2 h 21 pour terminer 3 ième. Le premier Canadien est François Jarry en 2 h 26 qui possède un record de 2 h 21 obtenu sur le parcours de Toronto 3 semaines plus tard. Maxime Leboeuf est le second Canadien en 2 h 29, et le troisième est le participant aux Championnats du monde de 50 km : Olivier Roy-Baillargeon qui termine en 2 h 34. Chez les femmes, Grace Momanyi remporte l'épreuve du marathon en 2 h 40; elle est suivie par sa compatriote Joan Massah qui réalise un temps de 2 h 42 réalisé, Margasa Tafa l'Éthiopienne termine troisième avec un temps de 2 h 46. La première Canadienne n'a pas réussi à passer la barre des trois heures, mais Pamela Bouvier réussit néanmoins une bonne performance de 3 h 10. Lors de l'épreuve du 10 km, Bernard Voyer réussit un chrono de 39 minutes et 43 secondes, dans la catégorie des 65 ans et plus.

## Étudiants dans la course
Étudiants dans la course est un projet inspiré de Students run LA, un programme qui connaît un succès retentissant depuis 20 ans et qui se traduit en résultats très concrets. Ainsi, Étudiants dans la course vise à favoriser chez les jeunes une bonne hygiène de vie, un meilleur rendement scolaire et une plus grande intégration sociale. 
Le programme chapeauté par la Fondation du Dr Gilles Julien et en collaboration avec le Marathon Oasis de Montréal, Étudiants dans la course est un projet pilote dont l’objectif est d’amener des jeunes élèves sélectionnés, provenant de quartiers à risque de Montréal, à participer au Marathon Oasis de Montréal, un parcours de 42,2 km, en septembre 2010.
Ils étaient 19 au départ du projet, douze ont persévéré. Après 11 mois d'entraînement, ils sont tous parvenus à la ligne d'arrivée .
Le programme se poursuit avec un nouveau groupe à chaque année.

## Notes et références

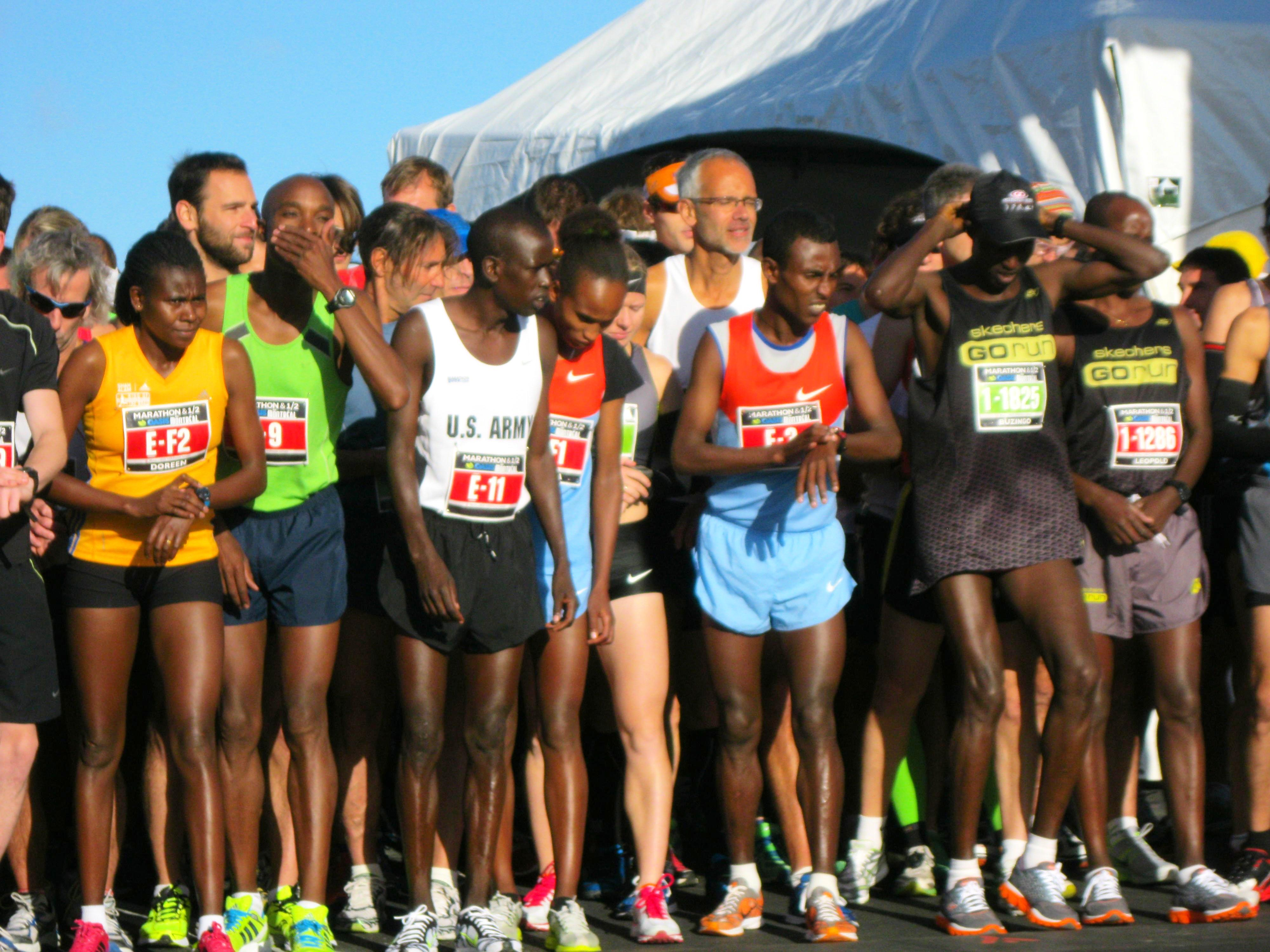
Quelques secondes avant le départ, en 2012

## Gagnants
| Année | Hommes                    | Hommes          | Hommes     | Femmes                   | Femmes          | Femmes   |
| Année | Athlète                   | Temps           | Pays       | Athlète                  | Temps           | Pays     |
| ----- | ------------------------- | --------------- | ---------- | ------------------------ | --------------- | -------- |
| 2024  | Philemon Kibet Kiptanui   | 2 h 15 min 09 s | Kenya      | Mélanie Desautels        | 2 h 46 min 16 s | Canada   |
| 2023  | Felex Cheruiyot Rop       | 2 h 23 min 20 s | Kenya      | Monica Cheruto           | 2 h 53 min 47 s | Kenya    |
| 2022  | Gadisa Shumie             | 2 h 09 min 25 s | Éthiopie   | Mélanie Desautels        | 2 h 53 min 02 s | Canada   |
| 2019  | Boniface Kongin           | 2 h 15 min 18 s | Kenya      | Grace Momanyi            | 2 h 40 min 51 s | Kenya    |
| 2018  | Ezekiel Mutai             | 2 h 11 min 05 s | Kenya      | Salome Nyirarukundo      | 2 h 28 min 01 s | Rwanda   |
| 2016  | Kari Steinn Karlsson      | 2 h 24 min 18 s | Islande    | Arianne Raby             | 2 h 48 min 54 s | Canada   |
| 2015  | Nicholas Berrouard        | 2 h 26 min 43 s | Canada     | Geneviève Asselin Demers | 2 h 59 min 00 s | Canada   |
| 2014  | Ben Bruce                 | 2 h 22 min 38 s | États-Unis | Johanne Normand          | 3 h 01 min 27 s | Canada   |
| 2013  | David Savard-Gagnon       | 2 h 30 min 15 s | Canada     | Nadia Bolduc             | 2 h 51 min 33 s | Canada   |
| 2012  | Joseph Chirlee            | 2 h 18 min 42 s | États-Unis | Doreen Kitaka            | 2 h 47 min 41 s | Kenya    |
| 2011  | Luka Kipkemboi Chelimo    | 2 h 13 min 45 s | Kenya      | Serkalem Abrha           | 2 h 33 min 21 s | Éthiopie |
| 2010  | Choge Julius Kirwa        | 2 h 17 min 41 s | Kenya      | Serkalem Abrha           | 2 h 35 min 45 s | Éthiopie |
| 2009  | Francis Kipketer Chesumei | 2 h 16 min 10 s | Kenya      | Irène Cherop             | 2 h 39 min 31 s | Kenya    |
| 2008  | Lamech Mokono             | 2 h 17 min 07 s | Kenya      | Yeshi Esayyas            | 2 h 42 min 16 s | Éthiopie |
| 2007  | Moiben Laban              | 2 h 15 min 29 s | Kenya      | Kryza Wioletta           | 2 h 43 min 25 s | Pologne  |
| 2006  | Danny Kassap              | 2 h 20 min 19 s | Canada     | Lisa Harvey              | 2 h 56 min 44 s | Canada   |
| 2005  | David Kipkorir            | 2 h 17 min 25 s | Kenya      | Isabelle Ledroit         | 2 h 56 min 20 s | Canada   |
| 2004  | Noureddine Betchim        | 2 h 22 min 32 s | Algérie    | Nicole Stevenson         | 2 h 47 min 11 s | Canada   |
| 2003  | Anthony Gitau             | 2 h 30 min 31 s | Canada     | Tina Kader               | 2 h 58 min 54 s | Canada   |

| Années | Gagnant Homme         | Temps           | Pays       | Gagnant Femme        | Temps           | Pays        |
| ------ | --------------------- | --------------- | ---------- | -------------------- | --------------- | ----------- |
| 2024   | Phil Parrot-Migas     | 1 h 05 min 55 s | Canada     | Anne-Marie Comeau    | 1 h 16 min 24 s | Canada      |
| 2023   | Anthony Frontera      | 1 h 06 min 21 s | France     | Anne-Marie Comeau    | 1 h 13 min 56 s | -           |
| 2022   | Phil Parrot-Migas     | 1 h 05 min 11 s | Canada     | Elisa Morin          | 1 h 18 min 08 s | Canada      |
| 2019   | Philippe Viau-Dupuis  | 1 h 10 min 19 s | Canada     | Arianne Raby         | 1 h 19 min 15 s | Canada      |
| 2018   | Alexis Lavoie-Gilbert | 1 h 09 min 25 s | Canada     | Anne-Marie Comeau    | 1 h 14 min 46 s | Canada      |
| 2017   | Daniel Gekera         | 1 h 07 min 56 s | Kenya      | Dehinet Jara         | 1 h 17 min 43 s | Éthiopie    |
| 2016   | Ebisa Ejigu           | 1 h 09 min 21 s | Éthiopie   | Jane Murage          | 1 h 18 min 10 s | Kenya       |
| 2015   | Daniel Kipkoech       | 1 h 05 min 45 s | Kenya      | Manon Letourneau     | 1 h 19 min 42 s | Canada      |
| 2014   | Daniel Kipkoech       | 1 h 05 min 46 s | Kenya      | Diane Nukuri-Johnson | 1 h 13 min 07 s | Burundi     |
| 2013   | Baghdad Rachem        | 1 h 09 min 11 s | Canada     | Melissa Chenard      | 1 h 24 min 07 s | Canada      |
| 2012   | Marco Dozzi           | 1 h 09 min 59 s | États-Unis | Nathalie Sokolova    | 1 h 17 min 46 s | Russie      |
| 2011   | Gilbert Kiptoo        | 1 h 07 min 55 s | Kenya      | Catherine Cormier    | 1 h 17 min 35 s | Canada      |
| 2010   | Bernard Langat        | 1 h 05 min 46 s | Kenya      | Josiane Gaboungono   | 1 h 21 min 05 s | Gabon       |
| 2009   | Kibet Rutto           | 1 h 03 min 36 s | Kenya      | Alemtsehay Misganaw  | 1 h 17 min 50 s | Éthiopie    |
| 2008   | Fethi Oukid           | 1 h 09 min 54 s | Algérie    | Paula Wiltse         | 1 h 20 min 11 s | Canada      |
| 2007   | Danny Kassap          | 1 h 05 min 30 s | Canada     | Paulina Githuka      | 1 h 18 min 35 s | Kenya       |
| 2006   | Henry Githuka         | 1 h 05 min 44 s | Kenya      | Tania Jones          | 1 h 19 min 04 s | Canada      |
| 2005   | Abel Ondaye           | 1 h 05 min 47 s | Kenya      | Tania Jones          | 1 h 19 min 50 s | Canada      |
| 2004   | Joseph Nsengiyumva    | 1 h 05 min 27 s | Rwanda     | Tania Jones          | 1 h 16 min 24 s | Canada      |
| 2003   | Mustapha Bennacer     | 1 h 04 min 55 s | Algérie    | Stephanie Andrews    | 1 h 20 min 44 s | Royaume-Uni |

| Nom de l'athlète | Temps                     | Années | Pays    |
| ---------------- | ------------------------- | ------ | ------- |
| Baghdad Rachem   | 30 minutes et 20 secondes | 2009   | Algérie |
| Anthony Frontera | 30 minutes et 39 secondes | 2024   | France  |
| Fethi Oukid      | 30 minutes et 46 secondes | 2007   | Algérie |
| Rejean Chiasson  | 30 minutes et 54 secondes | 2007   | Canada  |
| Ali-Hadji Said   | 31 minutes et 05 secondes | 2011   | Algérie |